# 佳能 EOS 90D
佳能90D，於2019年9月24日由佳能發售的一款數位單眼相機，單機身建議售價為1200美元，台灣官方售價則為34,900台幣（含稅）；單機身配上新版的EF-S 18-135mm IS USM 套机鏡約為1600美元。中国大陆单机的售价为11400元人民币。
EOS 90D 配備由 Canon 全新設計約 3,250 萬像素 APS-C CMOS 影像感測器，其高讀出速度設計讓高速連拍期間仍能保持高像素影像輸出。喜愛以 APS-C 片幅拍攝的攝影玩家，將可擁有更豐富細節的影像及進一步裁切影像的空間。而憑藉高效能 DIGIC 8 數位影像處理器，EOS 90D亦具備一系列最新的 EOS 功能及提供標準 ISO 感光度範圍 100 至 25,600 (可擴展至51,200)，即使在低光源環境下，使用者亦可輕易獲取高畫質的影像。

## 主要特色
- 全新約3,250萬像素APS-C CMOS
- 10 FPS 高速連拍
- 內置兩套EOS自動對焦系統
- 加入專業EOS型號操控
- 無裁切/1.2x裁切 4K UHD 30p 短片攝錄
- 可拍攝高達1,860張相片
- 45點全十字對焦系统
- 使用雙像素CMOS自動對焦（Dual Pixel CMOS AF），80D、800D以及佳能微单EOS M5、EOS M6均使用这种对焦技术。
- DIGIC 8 影像处理器
- 支援藍芽以及Wi-fi